# البطولة العربية لكرة القدم الخماسية 2008
البطولة العربية لكرة القدم الخماسية 2008 هي النُّسخة الثالثة من البطولة العربية لكرة القدم الخماسية، أُقيمت في مدينة بورسعيد المصرية خلال الفترة من 23 حتى 29 ديسبمر عام 2008.

## الفرق المشاركة
1. جمهورية مصر العربية
2. جماهيرية الليبية
3. جمهورية السورية
4. جمهورية اللبنانية
5. جمهورية التونسية
6. جمهورية الجزائرية
7. جمهورية اليمن
8. جمهورية العراقية
9. المملكة الأردنية
10. دولة فلسطين (لم تحضر بسبب الحرب والحصار)

## المجموعات
المجموعة الأولى
- مصر – سوريا (8-0)
- الأردن – تونس (3-1)
- مصر – تونس (5-1)
- سوريا – الأردن (4-9)
- مصر – الأردن (5-2)
- سوريا – تونس (2-5)

الترتيب
1. مصر (لعب 3 – له 18 – علية 3 – فوز 3 – تعادل 0 – خسارة 0 – نقاط 9)
2. الأردن (لعب 3 – له 14 – علية 10 – فوز 2 – تعادل 0 – خسارة 1 – نقاط 6)
3. تونس (لعب 3 – له 7 – علية 10 – فوز 1 – تعادل 0 – خسارة 2 – نقاط 3)
4. سوريا (لعب 3 – له 6 – علية 22 – فوز 0 – تعادل 0 – خسارة 3 – نقاط 0)
5. فلسطين (لم تحضر بسبب الحرب والحصار)

المجموعة الثانية
- ليبيا – العراق (6-3)
- جزائر – اليمن (10-1)
- لبنان – اليمن (16-2)
- ليبيا – لبنان (6-2)
- جزائر – عراق (2-5)
- ليبيا – اليمن (12-0)
- جزائر – لبنان (4-5)
- ليبيا – جزائر (14-4)
- عراق – اليمن (8-2)
- عراق – لبنان (1-7)

الترتيب
1. ليبيا (لعب 4 – له 38 – علية 9 – فوز 4 – تعادل 0 – خسارة 0 – نقاط 12)
2. لبنان (لعب 4 – له 30 – علية 13 – فوز 3 – تعادل 0 – خسارة 1 – نقاط 9)
3. العراق (لعب 4 – له 17 – علية 17 – فوز 2 – تعادل 0 – خسارة 2 – نقاط 6)
4. الجزائر (لعب 4 – له 20 – علية 25 – فوز 1 – تعادل 0 – خسارة 3 – نقاط 3)
5. اليمن (لعب 4 – له 5 – علية 46 – فوز 0 – تعادل 0 – خسارة 4 – نقاط 0)

## الدور الرباعي
- ليبيا – الأردن (2-0)
- مصر – لبنان (3-2)

مباراة ترتيب الثالث
- الأردن – لبنان (4-1)

مباراة الكأس
- ليبيا – مصر (3-2)

## الإحصائية العامة للبطولة
1. ليبيا (لعب 6 – له 43 – علية 11 – فوز 6 – تعادل 0 – خسارة 0 – نقاط 18 – فارق 32)
2. مصر (لعب 5 – له 23 – علية 8 – فوز 4 – تعادل 0 – خسارة 1 – نقاط 12 – فارق 15)
3. الأردن (لعب 5 – له 18 – علية 13 – فوز 3 – تعادل 0 – خسارة 2 – نقاط 9 – فارق 5)
4. لبنان (لعب 6 – له 33 – علية 17 – فوز 3 – تعادل 0 – خسارة 2 – نقاط 9 – فارق 16)
5. العراق (لعب 4 – له 17 – علية 17 – فوز 2 – تعادل 0 – خسارة 2 – نقاط 6 – فارق 0)
6. تونس (لعب 3 – له 7 – علية 10 – فوز 1 – تعادل 0 – خسارة 2 – نقاط 3 – فارق -3)
7. الجزائر (لعب 4 – له 20 – علية 25 – فوز 1 – تعادل 0 – خسارة 3 – نقاط 3 – فارق -5)
8. سوريا (لعب 3 – له 6 – علية 22 – فوز 0 – تعادل 0 – خسارة 3 – نقاط 0 – فارق -16)
9. اليمن (لعب 4 – له 5 – علية 46 – فوز 0 – تعادل 0 – خسارة 4 – نقاط 0 – فارق -41)

## اقوى هجوم ودفاع
أقوى هجوم
1. ليبيا (7,1)
2. لبنان (5,5)
3. الجزائر (5)
4. مصر (4,8)
5. العراق (4,25)
6. الأردن (3,6)
7. تونس (2,3)
8. سوريا (2)
9. اليمن (1,25)

أقوى دفاع
1. مصر (1,6)
2. ليبيا (1,8)
3. الأردن (2,6)
4. لبنان (2,8)
5. تونس (3,3)
6. العراق (4,25)
7. الجزائر (6,25)
8. سوريا (7,33)
9. اليمن (11,5)